# Nothodoritis
Nothodoritis là một chi thực vật có hoa trong họ, Orchidaceae.